# Josep Maria Franquet i Bernis
Josep Maria Franquet i Bernis (Tortosa, Baix Ebre, 14 de gener de 1950) és un enginyer agrònom MSc, EUR-ING, polític i escriptor. Ha estat regidor i tinent d'alcalde de l'Ajuntament de Tortosa (1995-2007) i vicepresident del Consell Comarcal del Baix Ebre. És fill de l'arquitecte José María Franquet Martínez (1910-1984).

## Biografia
És diplomat en Cooperació (1974), en Investigació Operativa per la Universitat de València (1976), en Economia de l'Empresa i en Planificació d'Empreses per la Universitat Politècnica de Madrid (1980), doctor en Ciències Econòmiques i Empresarials, per la Universitat de Barcelona (1995), enginyer tècnic en Explotacions Agropecuàries, per la Universitat Politècnica de Catalunya (1997), doctor en Arquitectura per la Universitat Internacional de Catalunya (2007) i doctorand en Enginyeria Hidràulica per la Universitat Rovira i Virgili. Té les acreditacions oficials de Professor Col·laborador, Ajudant Doctor (Lector) i Contractat Doctor (Agregat).
Inicia la seva trajectòria professional l'any 1974, com a expert en planificació a l'Ajuntament de València, més endavant es converteix en enginyer assessor de diversos ajuntaments, cap d'obra d'una empresa constructora d'obra pública, enginyer de la Comunitat de Regants-Sindicat Agrícola de l'Ebre i exerceix de manera liberal com a enginyer consultor, essent autor de nombrosos informes i projectes tècnics d'hidràulica i agronomia. Durant els anys 1980 a 1990 és membre de la Junta de govern del Col·legi Oficial i de l'Associació d'Enginyers Agrònoms de Catalunya. Conferenciant i assessor editorial. Propietari d'una empresa citrícola, olivarera i arrossaire al delta de l'Ebre (Tarragona). És membre de l'Associació Catalana de Perits Judicials i Forenses, vocal de la Cambra Agrària de Tarragona (2007-2011) i vocal assessor de la Cambra Oficial de Comerç, Indústria i Navegació de Tortosa. És soci ordinari del Claustre de Doctors de la Universitat de Barcelona (1997), membre de la Real Sociedad Matemática Española (RSME), membre de la Societat Catalana d'Ordenació del Territori i de la Societat Catalana de Matemàtiques (ambdues filials de l'Institut d'Estudis Catalans), Acadèmic de número de la Reial Acadèmia Europea de Doctors (RAED) i vocal de la CTUTE (Comissió Territorial d'Urbanisme de les Terres de l'Ebre).
Inicia la seva carrera de docent l'any 1974, com a professor de l'escola d'Investigació Operativa de la Universitat de València (Departament de Matemàtica Aplicada). L'any 1975 s'incorpora al Centre Associat de la Universitat Nacional d'Educació a Distància (UNED) de Tortosa com a professor-tutor (Departament d'Economia Aplicada Quantitativa) i des del 2007 al 2020 en va esdevenir director i també del Campus Nord-est de la UNED (Catalunya i Balears). Té la distinció de Director d'Honor del Centre de Tortosa, trobant-se en possessió de la Medalla de Plata del Col·legi Oficial d'Arquitectes de Catalunya i de la Medalla d'Or del Centre Associat de Tortosa. Des del curs 1999 fins al 2006 fou professor associat d'Hidràulica, Regs i Projectes de la Facultat de Ciències Experimentals i Tecnologia de la Universitat Internacional de Catalunya. Fou l'encarregat de redactar les al·legacions institucionals dels ajuntaments de les comarques de l'Ebre oposades al Pla Hidrològic Nacional. Veu en aquest pla una amenaça per al territori, sobretot pel seu cabal ambiental insuficient i per l'increment de les hectàrees de nous regadius. Acusa el govern de l'Estat i la Confederació Hidrogràfica de l'Ebre (CHE) d'haver falsejat les xifres per afavorir les grans empreses. L'any 2009 és anomenat president del Consell Econòmic i Social de les Terres de l'Ebre. Va ser confirmat en aquest càrrec el 2016.
Josep Maria Franquet és autor de nombrosos poemes i d'altra creació literària, tant en castellà com en català, de la qual realitzà, l'any 1993, un resum representatiu en el llibre titulat: L'immortal i altres poemes. Com a pertanyent al col·lectiu tarraconense Indret ha publicat diversos anys, dins de la col·lecció De la terra i de la llar, i ha participat en nombroses trobades de poetes. Va ser finalista del Premi de Poesia Curta de la Universitat Politècnica de Catalunya (edició 1998) i guanyar el segon premi de poesia Mossèn Ramon Muntanyola al Certamen Literari organitzat per la Secció de Llengua Catalana del Casal de l'Espluga de Francolí, edició 1992, així com el primer premi de poesia Mossèn Cinto Verdaguer de l'Ateneu de Tarragona, edicions 1998 i 2013. L'any 2000, en l'editorial Corona del Sur, publicà un altre llibre titulat: Deu sonets i quatre estacions, del qual es porten fetes ja tres edicions fins a la data. Ha estat finalista al XVI Certamen Internacional de Poesia i Narrativa breu 2007 organitzat per l'editorial argentina Nuevo Ser, participant amb diversos poemes en l'antologia titulada Letras de Oro, 2007. L'any 2011 publicà un conte infantil La nana de Sara en Onada Edicions, col·lecció Imagina, ensems que, conreant també el gènere costumista, publica l'any 2012 un altre llibre titulat Trenta-tres jotes tortosines, originals de l'autor. L'any 2013, juntament amb Juan Mingorance, publica un llibre de sonets titulat Sonetos a dúo. Als anys 2008, 2010 i 2012 l'editorial Corona del Sur publica uns reculls íntims titulats Àlbum familiar, dins la col·lecció Almud Literario. i el 2014 l'opuscle titulat Descobreix els sentits.

## Llibres publicats
Assaig
Ha escrit moltes obres acadèmiques o de no ficció entre d'altres sobre temes d'organització territorial, arquitectura, agronomia, economia, psicologia, climatologia, construcció, matemàtiques, topografia, piscicultura, administració local, hidràulica i la hidrografia de l'Ebre. Al seu llibre Les Terres de l'Ebre: un problema de debò (2009) va proposar la creació d'una nova comunitat autònoma, batejada «Ebre Marítim» o "Catalunya Sud" amb parts de Catalunya i del País Valencià, de la qual Tortosa seria la capital per convertir-se més tard en capital dels Països Catalans, «per tal d'evitar disputes entre València i Barcelona».
- Análisis territorial (División, organización y gestión del territorio). Ed.: Universidad Nacional de Educación a Distancia. Tortosa, 1991.
- L'organització territorial en vegueries: un model racional per a Catalunya. Ed.: Institut d'Estudis Dertosenses. Tortosa, 1991.
- Teoría, diseño y construcción de terrazas-voladizo. Ed.: Associació d'Enginyers Agrònoms de Catalunya. Tortosa, 1995.
- Cálculo estructural de túneles-invernadero. Ed.: Associació d'Enginyers Agrònoms de Catalunya. Tortosa, 1995.
- Les limitacions dels conreus per les temperatures extremes. Aplicació a les comarques meridionals de l'Ebre. Ed.: Universidad Nacional de Educación a Distancia. Tortosa, 1998.
- Fitopatologia i malherbologia citrícola a les Terres de l'Ebre. Ed.: Col·lecció Ibèria. Centre de Lectura de les Terres de l'Ebre. Tortosa, 1998.
- Estructura de la Propietat Agrària. Aplicació a la Regió Catalana de l'Ebre. Ed.: Diputación de Tarragona. Tortosa, 1998.
- El vent i la pluja a les comarques meridionals de l'Ebre. Ed.: Universidad Nacional de Educación a Distancia. Tortosa, 2001.
- Con el agua al cuello (55 respuestas al PHN). Ed.: Littera Books, S.L. Barcelona, 2001.
- Cultiu intensiu de l'anguila europea (amb Ma. Cinta Borràs). Ed.: Antinea. Vinaroz (Castelló), 2002.
- ¿Por qué los ricos son más ricos en los países pobres?. Ed.: Littera Books, S.L. Barcelona, 2002.
- Cinco temas de Hidrología e Hidráulica. Ed.: Bibliográfica Internacional, S.L. Tortosa, 2003.
- Variedades y mejora del arroz (amb Ma. Cinta Borràs). Ed.: Universitat Internacional de Catalunya. Tortosa, 2004.
- Classificació climàtica de la regió catalana de l'Ebre. Ed.: Universidad Nacional de Educación a Distancia. Tortosa, 2004.
- El futur de les Entitats Municipals descentralitzades en l'ordenació territorial de Catalunya. Ed.: EMD de Jesús. Sant Carles de la Ràpita, 2004.
- Cálculo hidráulico de las conducciones libres y forzadas (una aproximación de los métodos estadísticos). Ed.: Universitat Internacional de Catalunya. Tortosa, 2005.
- Un modelo racional de organización territorial. Aplicación a Cataluña. Ed.: Universitat Internacional de Catalunya. Barcelona, 2008.
- El estudio operativo de la Psicología: una aproximación matemática. Ed.: Universidad Nacional de Educación a Distancia. Barcelona, 2008.
- Les Terres de l'Ebre: un problema de debò. Ed.: La veu de l'Ebre. Tortosa, 2009.
- El caudal mínimo medioambiental del tramo inferior del río Ebro. Ed. Universidad Nacional de Educación a Distancia (UNED). Tortosa, 2009.
- Nivelación de terrenos por regresión tridimensional (amb Antoni Querol). Ed.: Universidad Nacional de Educación a Distancia (UNED). Tortosa, 2010.
- El sector primari a les Terres de l'Ebre (Una aplicació dels mètodes quantitatius). Ed. Institut per al Desenvolupament de les Comarques de l'Ebre (IDECE). Tortosa, 2012.
- Ecuaciones diferenciales ordinarias y en diferencias finitas. Curso práctico. Ed.: Universidad Nacional de Educación a Distancia (UNED). Tortosa, 2013.
- Aplicaciones a la Economía de las ecuaciones infinitesimales y recurrentes. Ed.: Universidad Nacional de Educación a Distancia (UNED). Tortosa, 2014.
- Ecuaciones diferenciales microeconómicas en derivadas parciales. Ed. Centro Asociado de la UNED. Tortosa, 2016.
- Problemática del río Ebro en su tramo final (amb Miquel Albacar i Felip Tallada). Ed.: Universidad Nacional de Educación a Distancia (UNED). Tortosa, 2017.
- El nuevo sistema de siembra en seco del arroz. Ed.: Comunitat de Regants – Sindicat Agrícola de l'Ebre. Tortosa, 2018.
- Dimensionamiento y distribución de las conducciones hidráulicas. Una contribución de la ingeniería matemática. Ed.: Universidad Nacional de Educación a Distancia (UNED). Tortosa, 2019.
- Olivo y aceites de calidad (amb Joan Tous Martí). Ed.: Onada Edicions, S.L.. Benicarló (Castelló), 2019.
- Modelo estadístico de distribución de las acequias en una zona regable. Ed.: Universidad Nacional de Educación a Distancia (UNED). Tortosa, 2019.
- Curso práctico de Análisis Matemático superior (con aplicaciones a la Teoría Económica y la Ingeniería). Ed.: Universidad Nacional de Educación a Distancia (UNED). Tortosa, 2020.
- Globalization at the Beginning of the 21st Century (Why are the rich in the higuer positions in poor countries?). Tortosa, 2021.
- Bioáreas y nodos en la biorregión cantábrico-mediterránea (propuesta de desarrollo territorial). Cuadernos OBE, nº: 2, marzo. Ed.: Fundación Foros de la Concordia y Fundación "la Caixa". Zaragoza, 2023.
- Nodo Ebro-Maestrazgo. Guía de trabajo 2023-2024. Ed.: Fundación Foros de la Concordia y Fundación "la Caixa". Zaragoza, 2023.
- Terres de l’Ebre: Reserva de la Biosfera (amb 4 autors més). Ed.: Fundació Privada Duran & Martí y Onada Edicions, S.L. Benicarló (Castellón), 2023.
- Análisis matemático recurrente del golpe de ariete en tuberías. Ed.: Gráfica Dertosense, S.L. Tortosa (Tarragona), 2024.
- El algarrobo (Ceratonia siliqua, L.) (amb Juan Tous Martí). Ed.: Onada Edicions, S.L. Benicarló (Castellón), 2024. Premi Llibre Agrari 2024.
- La biorregión cantábrico-meditarránea BIOEBRO. Un modelo gravitatorio de ordenación territorial funcional. Ed.: Real Academia Europea de Doctores (RAED). Barcelona, 2024.

Poesia
- L'immortal i altres poemes. Ed.: Cooperativa Gráfica Dertosense. Tortosa, 1993.
- Diez sonetos y cuatro estaciones (deu sonets i quatre estacions). Ed.: Corona del Sur. Málaga, 1999.
- Letras de oro. Ed.: Nuevo ser. Buenos Aires (Argentina), 2007.
- La cacera. Ed.: Copyrapid. Tortosa, 2008.
- Trenta-tres jotes tortosines. Ed.: Copyrapid. Tortosa, 2012.
- Sonetos a Dúo (amb Joan Mingorance). Ed.: Copyrapid. Tortosa, 2013.
- Descubre los sentidos (descobreix els sentits). Ed.: Corona del Sur. Málaga, 2014.
- L'immortal (Divagacions sobre uns temes de Borges). Ed.: Gráfica Dertosense, S.L. Tortosa, 2016.
- Gutenberg en Maguncia o sea Liber Universalis (Francisco Peralto). Ed.: Corona del Sur. Málaga, 2016.

Narrativa
- Álbum familiar. Ed: Corona del Sur. Málaga, 2008-2017.
- Apunts i entremesos de la terra meva. Ed.: Copyrapid. Tortosa, 2009.
- La nana de Sara. Ed: Onada Edicions, S.L.. Benicarló (Castelló), 2011.
- Tren de buit. Ed.: Petròpolis. Col·lecció Nou Món, 10. Terres de l'Ebre, 2013.
- Ramon l'immortal. Ed: Onada Edicions, S.L.. Benicarló (Castelló), 2022.